# Cinéma meitei
Cet article concerne le cinéma manipuri. Pour le cinéma indien en général, voir Cinéma indien.
Le cinéma meitei ou cinéma manipuri, parfois surnommé Maniwood, désigne l'industrie régionale du cinéma indien en langue meitei (ou manipuri) dans l'État du Manipur.
Le premier film de Manipur, Matamgi Manipur, est sorti le 9 avril 1972. Paokhum Ama (1983) est le premier long métrage en couleurs de Manipur et a été réalisé par Aribam Syam Sharma. Lammei (2002) est le premier film vidéo de Manipur à avoir une projection commerciale dans un cinéma. Avec la montée en puissance de la production de films vidéo, l'industrie cinématographique du Manipur s'est développée et environ 40 à 50 films sont réalisés chaque année. 